# Синячиха
Синячи́ха (в верховье Полуденка) — река в России, протекает по Алапаевскому району Свердловской области. Устье реки находится в 46 км по левому берегу реки Нейвы. Длина реки Синячихи составляет 66 км.
В 42 км от устья по левому берегу впадает река Большая Северная.
Система водного объекта: Нейва → Ница → Тура → Тобол → Иртыш → Обь → Карское море.
В XVIII веке на Синячихе были построены Верхне и Нижне-Синячихинский заводы, давшие начало посёлкам Верхняя Синячиха и Нижняя Синячиха.

## Данные водного реестра
По данным государственного водного реестра России, река Синячиха относится к Иртышскому бассейновому округу, водохозяйственный участок реки — Реж (без реки Аять от истока до Аятского гидроузла) и Нейва (от Невьянского гидроузла) до их слияния, речной подбассейн реки — Тобол. Речной бассейн реки — Иртыш.
Код объекта в государственном водном реестре — 14010501812111200006563.
- Плотина в Нижней Синячихе
- Плотина в Нижней Синячихе
- Нижнесинячихинский пруд